# Musée ethnographique de Belgrade
Le musée ethnographique de Belgrade (en serbe cyrillique : Етнографски музеј у Београду ; en serbe latin : Etnografski muzej u Beogradu) est une institution culturelle située à Belgrade, la capitale de la Serbie. Il se trouve sur le Studentski trg (« place des Étudiants »), dans la municipalité de Stari grad. Le bâtiment qui abrite le musée est inscrit sur la liste des biens culturels de la ville de Belgrade.

## Histoire
Le musée ethnographique de Belgrade a été fondée en février 1901. Cependant dès 1844, un département ethnographie est fondé au sein du musée national de Belgrade.

## Architecture
Le musée est installé depuis 1951 dans un bâtiment construit par l'architecte Aleksandar Djordjević en 1933-1934. À l'origine, le bâtiment devait accueillir la Bourse de Belgrade.

## Collections

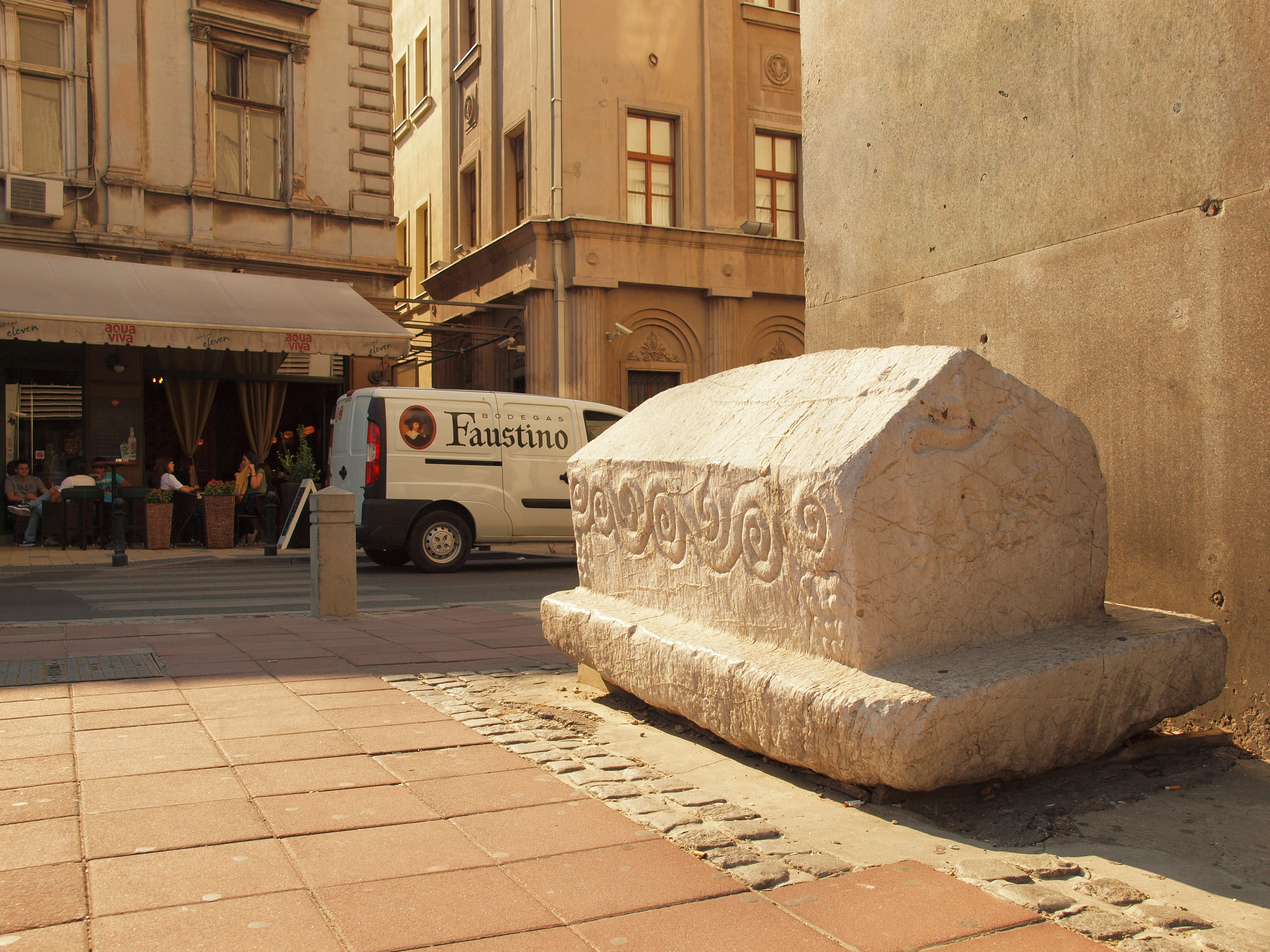
Un stećak devant le musée

Créé en février 1901, le musée ethnographique de Belgrade abrite plus de 150 000 pièces présentant au public la vie quotidienne dans les campagnes et les villes des Balkans et notamment dans les pays de l'ex-Yougoslavie. Il présente des vêtements et des costumes traditionnels, des tapis (kilim) et des tapisseries, des meubles et des objets divers (bijoux, ustensiles de cuisine, outils, objets traditionnels).
La collection de vêtements est particulièrement développée ; elle témoigne, notamment dans les villes, d'une européanisation progressive du costume au cours du XIXe siècle ; la collection de costumes traditionnels des campagnes est particulièrement riche, avec notamment des costumes de mariée serbes du XIXe siècle. Le musée conserve également des dessins, des aquarelles et des lithographies, œuvres de voyageurs, d'amateurs ou d'artistes locaux, représentant des hommes et des femmes en tenues traditionnelles.
On peut aussi découvrir des instruments de musique comme la guzla ou le kaval et se familiariser avec l'habitat traditionnel des Balkans (maison pannonienne, maison typique de la Morava, ferme des Alpes dinariques...).
Le musée publie le Bulletin du musée ethnographique (Glasnik Etnografskog muzeja).